# 내 마음의 풍차 (영화)
《내 마음의 풍차》는 1976년 공개된 대한민국의 영화이다.

## 배역
- 민철
- 전영록
- 허림
- 김진규
- 사미자
- 주증녀
- 조학자
- 임종매